# Steven Seagle
Steven T. Seagle é um autor americano de histórias em quadrinhos. Seu trabalho na série Sandman Mystery Theatre durante a década de 1990 lhe rendeu duas indicações ao Eisner Award de "Melhor Escritor" em 1995 e em 1999. .
Formou com Joe Kelly, Joe Casey e Duncan Rouleau o "Man of Action Studios", sendo um dos responsáveis pela criação das séries animadas Ben 10 e Generator Rex. Durante o período em que foi responsável pela revista Alpha Flight, criou a equipe "Big Hero 6", que inspirou o filme homônimo.
Seagle é o criador da série American Virgin e sucedeu Jeph Loeb como roteirista da revista Superman. Sua experiência com o personagem lhe levaram a produzir uma graphic novel autobiográfica ao lado do desenhista Teddy Kristiansen, a aclamada It's a Bird.